# Exoftalmia
A exoftalmia é a protuberância do olho anteriormente para fora da órbita. Ela pode ser tanto bilateral quanto unilateral.

## Causa
Muitas doenças podem gerar a exoftalmia, mas pode ser induzido por sangramentos na porção posterior do olho, inflamações, tumores ou crescimento anormal de tecido.

## Tratamento
Corticosteróides, a radioterapia local, ou intervenção cirúrgica, são opções de tratamento.

## Exoftalmia em cães
A exoftalmia é comumente encontrada em cães. É uma condição normal em cães de nariz curto devido à órbita rasa. Entretanto, ela pode originar uma ceratite secundária à exposição da córnea. A exoftalmia é mais encontrada em Pug, Boston Terrier, Pekingese, e Shih Tzu.